# Guy Laliberté
Guy Laliberté (Quebec, 2 de setembro de 1959) é o fundador, CEO e diretor-executivo do Cirque du Soleil. Além disso, desempenha o papel de Guia de Criação dos espetáculos da companhia, pratica a filantropia e participa de torneios profissionais de pôquer.

## Biografia
Guy iniciou sua carreira de artista circense como engolidor de fogo, homem da perna de pau e acordeonista.
No começo dos anos 1980, fundou seu primeiro circo junto com um grupo de amigos e em 1984 criou o Cirque du Soleil, baseado na sua admiração por talentos de acrobatas e palhaços de rua do Canadá, sendo o primeiro a fazer a mistura de diversas culturas, disciplinas artísticas e acrobáticas num mesmo espetáculo. Desde a fundação, ele vem sendo o principal mentor da equipe criativa de cada nova apresentação da trupe internacional. 

### Cosmonauta
Em 30 de setembro de 2009, após período de treinamento na Cidade das Estrelas, Guy tornou-se o sétimo turista espacial da história e o primeiro canadense ao ir ao espaço como parte da tripulação da missão Soyuz TMA-16, para um período de dez dias a bordo da ISS.
Durante sua estadia em órbita, dirigiu do espaço o espetáculo chamado "Da Terra às Estrelas pela Água", do qual participaram estrelas da música, do cinema e outras celebridades desde quatorze cidades nos cinco continentes.

## Destaques
Eleito em 2006 pela empresa Ernst & Young como empreendedor do ano, o empresário e artista, dono de 95% das ações do empreendimento circense avaliado em US$ 500 milhões, tornou-se em setembro de 2009 o sétimo turista espacial, ao participar de uma estadia de dez dias a bordo da Estação Espacial Internacional, para onde foi transportado a bordo da nave russa Soyuz TMA-16, e pela qual pagou cerca de US$ 35 milhões.

## Prêmios e honrarias
- Doutorado honoris-causa pela Universidade Laval de Quebec
- TIME Magazine: um dos cem homens mais influentes do mundo em 2004.
- Ordem do Canadá, a maior distinção civil do país.
- Ordre National du Québec, a maior distinção concedida pelo governo do Quebec.